# 트랜스젠더 인물 목록
트랜스젠더 인물 목록은 다음과 같다

## 한국

### MTF
- 하리수
- 이시연
- 변희수

## 일본
- 젠킹
- 하루나 아이

## 같이 보기
- 트랜스젠더 살인사건 목록